# Сен-Леже-ле-Пети
Сен-Леже́-ле-Пети́ (фр. Saint-Léger-le-Petit) — коммуна во Франции, находится в регионе Центр. Департамент — Шер. Входит в состав кантона Сансерг. Округ коммуны — Бурж.
Код INSEE коммуны — 18220.
Коммуна расположена приблизительно в 200 км к югу от Парижа, в 120 км юго-восточнее Орлеана, в 50 км к востоку от Буржа.

## Население
Население коммуны на 2008 год составляло 397 человек.
| 1962 | 1968 | 1975 | 1982 | 1990 | 1999 | 2008 |
| ---- | ---- | ---- | ---- | ---- | ---- | ---- |
| 407  | 438  | 386  | 324  | 330  | 352  | 397  |

## Администрация
| Период | Период | Фамилия      | Партия                              | Примечания |
| ------ | ------ | ------------ | ----------------------------------- | ---------- |
| 1971   | 2001   | Марсель Прьо | Французская коммунистическая партия |            |
| 2001   | 2008   | Даниель Леже | Социалистическая партия             |            |
| 2008   | 2014   | Андре Виллет | Французская коммунистическая партия |            |

## Экономика

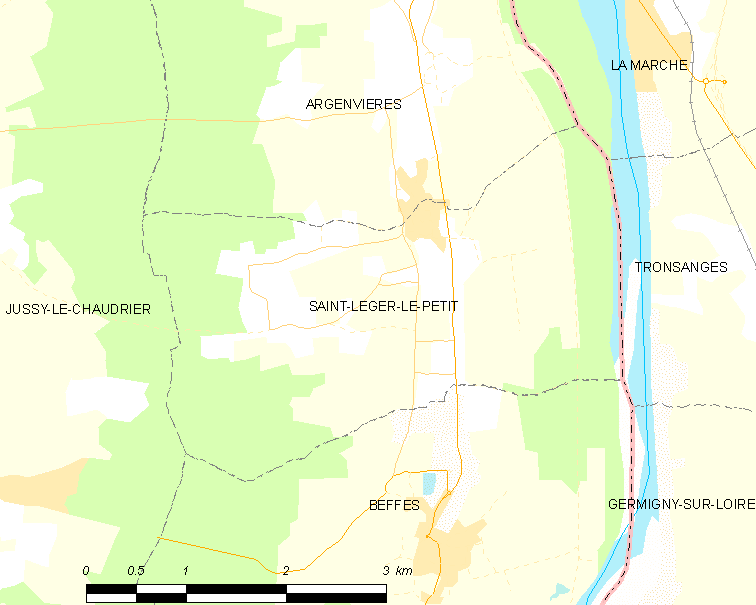
Карта коммуны

В 2007 году среди 257 человек в трудоспособном возрасте (15-64 лет) 185 были экономически активными, 72 — неактивными (показатель активности — 72,0 %, в 1999 году было 67,6 %). Из 185 активных работали 167 человек (90 мужчин и 77 женщин), безработных было 18 (7 мужчин и 11 женщин). Среди 72 неактивных 19 человек были учениками или студентами, 25 — пенсионерами, 28 были неактивными по другим причинам.